# Tržnice Beauvau
Tržnice Beauvau (francouzsky Marché Beauvau) je krytá tržnice z 19. století v Paříži. Nachází se na náměstí Place d'Aligre ve 12. obvodu. Stavba je chráněná jako historická památka.

## Historie
Jean-François Chomel de Seriville koupil v roce 1776 od kláštera Saint-Antoine-des-Champs pozemky na parcelaci pro další rozvoj předměstí Saint-Antoine. Dne 17. února 1777 získal povolení ke stavbě tržnice. Budovu postavil v roce 1779 architekt Nicolas Samson-Lenoir (1726–1810). Tržnice nejprve získala jméno Saint-Antoine, později byla přejmenována na Beauvau, na počest Gabrielle-Charlotte de Beauvau-Craon, abatyše zdejšího opatství. Slavnostní otevření tržnice proběhlo 5. dubna 1781. V roce 1843 se tržnice stala majetkem města Paříže a v témže roce ji přestavěl Marc-Gabriel Jolivet, architekt města Paříže. Budova je od roku 1982 chráněná jako historická památka.

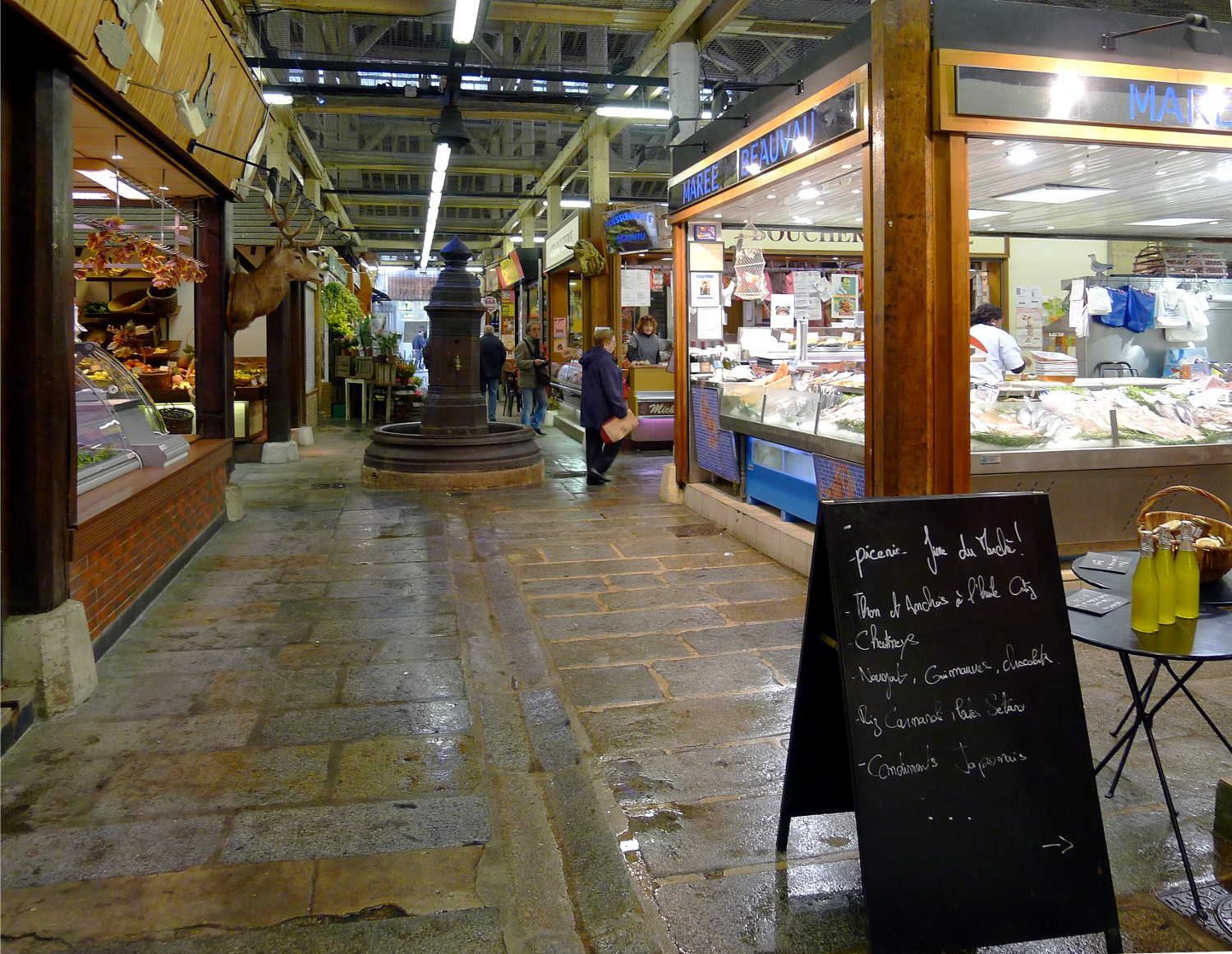
Interiér s kašnou

## Architektura
Tržnice stojí ve východní části náměstí Place d'Aligre. Interiér tvoří dvě hlavní cesty protínající se uprostřed v pravém úhlu, kde se nachází kašna, a několik vedlejších uliček.

## Provoz
Tržnice je v majetku města Paříže. Je v provozu každý den kromě pondělí společně s trhem Aligre. Je určena k prodeji potravin jako maso, ryby, zelenina, ovoce, sýry apod.